# 島嶼紅螯蛛
島嶼紅螯蛛为長腳袋蛛科紅螯蛛屬下的一个种。